# Nicolás Severo de Isasmendi
Nicolás Severo de Isasmendi y Echalar (San Pedro Nolasco de los Molinos, Virreinato del Perú, 8 de noviembre de 1753 - 16 de diciembre de 1837) fue un militar y administrador colonial, que se desempeñó como último gobernador colonial de la Intendencia de Salta del Tucumán. Tuvo una actuación ambigua durante la Revolución de Mayo y durante un tiempo permaneció leal al rey de España.

## Primeras actuaciones

Escudo de la familia Isasmendi.

Nicolás Severo de Isasmendi y Echalar nació en San Pedro Nolasco de los Molinos, en la provincia de Salta, el 8 de noviembre de 1753. Fue hijo de Domingo de Isasmendi y Ormazábal y de Josefa Gertrudis de Echalar y Morales. Pertenecía a una de las familias nobles de Salta.
Su padre fue el jefe del ejército en la Gobernación del Tucumán, territorio que se extendía desde Jujuy hasta Córdoba. Estudió en el Colegio de Monserrat, en Córdoba, y regresó a la ciudad de Salta.
Se enroló en el ejército del rey a las órdenes de su padre y prestó servicios en la frontera del Chaco. En 1777 participó en la represión de una rebelión de indígenas encomendados en Atacama, aplastándola con cierta dureza.
En 1778 fue capitán del regimiento de Dragones y con esas tropas enfrentaron y derrotaron la sublevación del cacique Túpac Amaru, en 1781, llegando al grado de coronel por dicha acción.
Ocupó algunos cargos políticos de importancia en la administración colonial: en 1791 fue designado cobrador de los tributos de los indígenas calchaquíes y atacamas, y en 1796 fue alcalde de primer voto en el cabildo salteño.
Viajó en 1804 a España, pero nunca llegó: fue capturado en octubre por los ingleses en alta mar, y conducido prisionero a Londres. En este mismo ataque fueron arrestados otros notables rioplatenses, entre ellos Diego de Alvear, gobernador de las Misiones Guaraníes, que perdió ese día a casi toda su familia, excepto a su hijo Carlos. Regresó a Buenos Aires a fines de 1808.

## Gobernador Intendente de Salta del Tucumán
El virrey Santiago de Liniers lo nombró gobernador de la Intendencia de Salta del Tucumán en enero de 1809, pero tardó más de un mes en llegar a su destino.
Su provincia incluía las actuales de Jujuy, Salta, Tucumán, Catamarca, Santiago del Estero y el Departamento de Tarija; la capital era la ciudad de Salta. Una vez en ésta, ordenó varias obras hidráulicas y la pavimentación de calles. También inauguró la Catedral de Salta y recibió al primer obispo de la ciudad, Nicolás Videla del Pino. Prestó valiosa ayuda al general Vicente Nieto, que marchaba hacia Chuquisaca, donde aplastó la Revolución de mayo de 1809. Tenía pendiente un gran programa de obras públicas, pero las convulsiones políticas no lo dejaron llevarlo a cabo.
Fue reemplazado por orden del virrey Cisneros, que desconfiaba de él, considerándolo proclive a la independencia. En el mes de mayo asumió el cargo Joaquín Mestre y al poco tiempo, éste fue reemplazado por José de Medeiros.

## Revolución de mayo de 1810
A principios de mayo de 1810 fue nombrado nuevamente gobernador, aunque la orden llegó a Salta en los primeros días de junio. Pocos días después, se recibió la noticia de la Revolución de Mayo. Isasmendi convocó a un Cabildo Abierto para el 16 de junio e hizo pública la noticia, apoyando al parecer a la Primera Junta.
Pero al ver que varios de los miembros del cabildo pretendían deponerlo, y al saber además que en Córdoba se estaba organizando una contrarrevolución, arrestó a los miembros del cabildo local en el propio edificio. Uno de ellos, el regidor Calixto Gauna, consiguió escapar y llegó en ocho días a Buenos Aires.
Los realistas salteños más decididos nombraron a otro gobernador, José Antonio Fernández Cornejo, que había sido anteriormente arrestado por el propio Isasmendi, y que llegó a tener algún poder en Salta. Pero Isasmendi siguió siendo reconocido por el resto de la provincia.
La Junta de Buenos Aires nombró gobernador a Feliciano Chiclana, que llegó a Salta en agosto, poco después de la derrota de los contrarrevolucionarios de Córdoba. Chiclana arrestó a Isasmendi y lo envió preso a Buenos Aires. Si bien fue puesto en libertad, la Junta le hizo saber que no confiaba en él, de modo que no hizo ningún intento de reclamar por su arresto y deposición.

## Últimos años

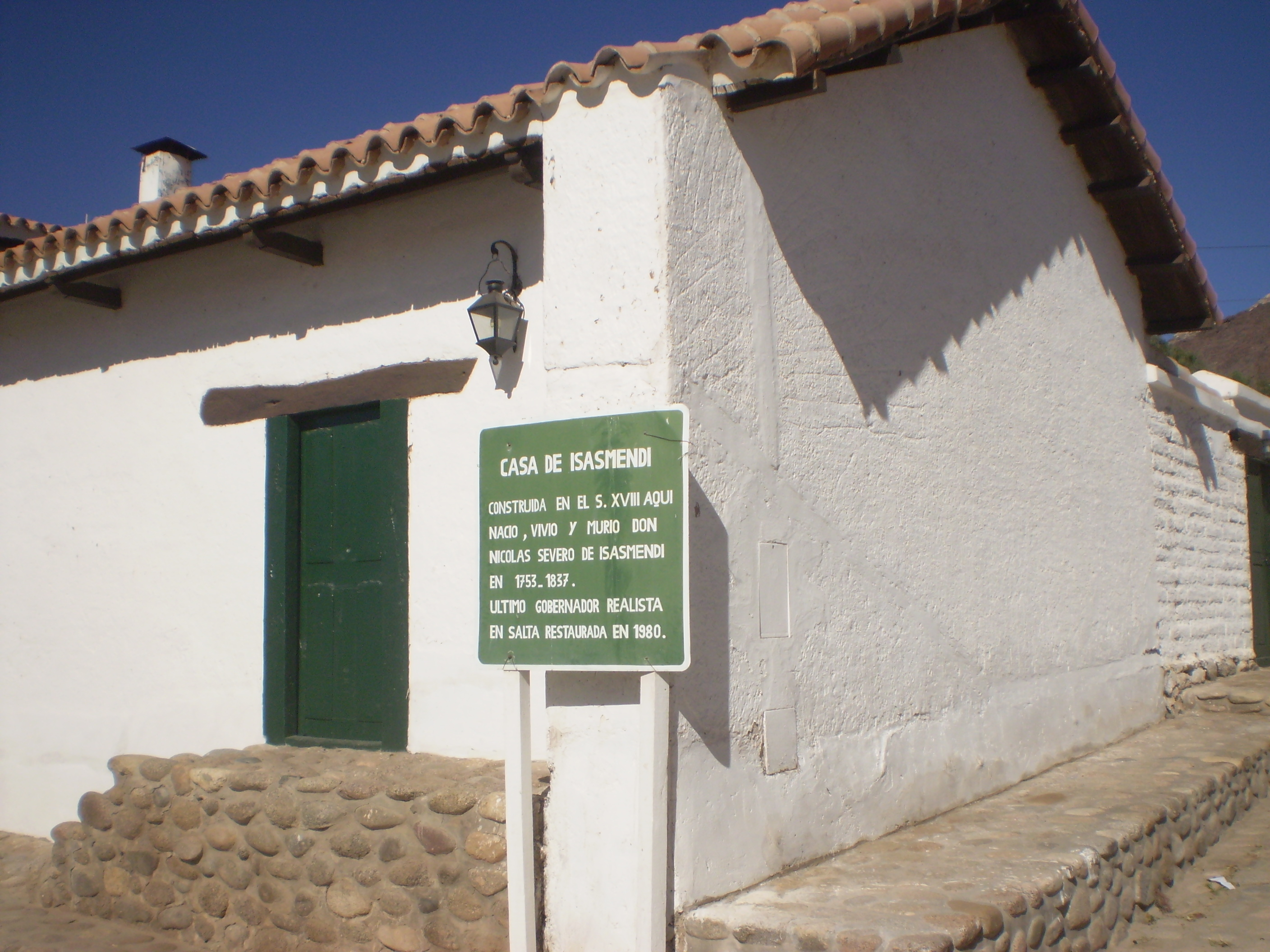
Casa de Nicolás Severo de Isasmendi en Molinos

Regresó a su gran hacienda de los valles Calchaquíes a fines de 1810; no abandonó los valles por más de cinco años. En 1811 se casó con Jacoba de Gorostiaga. Recuperó cierta libertad de movimientos en la época del gobierno de Güemes, aunque tanto éste como sus antecesores le impusieron fuertes contribuciones de guerra. Se mantuvo alejado de las guerras de independencia y no prestó ninguna ayuda a las invasiones realistas, que de todos modos nunca llegaron a los valles Calchaquíes. Posiblemente simpatizara con los patriotas, aunque los revolucionarios más exaltados sostuvieran lo contrario.
Tampoco tuvo ninguna participación en las guerras civiles. Contribuyó en varias obras públicas en los valles Calchaquíes, y en 1824 construyó una defensa contra las inundaciones para la ciudad de Salta.
Falleció en Molinos el 16 de diciembre de 1837. Fue sepultado en la iglesia de ese pueblo. Su cadáver fue embalsamado y puesto en un sarcófago con tapa de vidrio, aunque posteriormente la tapa fue reemplazada por otra de mármol, con inscripciones referidas a él y a su familia.

## Conde de la Trinidad de Nolasco
Según cuenta el historiador Atilio Cornejo en su obra “La Propiedad Inmobiliaria de Salta en la Época Virreinal”, en 1802, el último gobernador realista de Salta, don Nicolás Severo de Isasmendi y Echalar, no tuvo mejor idea que proponerle al mismísimo rey de España, Fernando VII de la Casa de Borbón, un canje. Este consistía en un intercambio entre la hacienda Calchaquí también llamada Encomienda de San Pedro Nolasco de los Molinos propiedad de don Nicolás, lo que hoy es el pueblo de Molinos en la actual Provincia de Salta, por un título noble, específicamente la gracia de Conde de la Trinidad de Nolasco. Se sabe que tal empresa no tuvo los resultados esperado por Isasmendi, aunque sí logró ser reconocido como hidalgo por parte del Cronista y Rey de Armas de España don Félix de Rújula y Martín-Crespo. Por esto último, de don Nicolás desciende la única rama hidalga de los Isasmendi de Argentina.